# Parlamentswahl in Andorra 1997
Die Parlamentswahl in Andorra 1997 fand am 16. Februar 1997 statt. Das Ergebnis war ein Sieg für die Liberal d’Andorra, die 16 der 28 Sitze errang. Ihr Vorsitzender, Marc Forné Molné, blieb Premierminister. Die Wahlbeteiligung lag bei 81,6 %.

## Wahlergebnis
| Partei                                   | Direktwahl | Partei  | Partei | Partei | Sitze Gesamt |
| Partei                                   | Sitze      | Stimmen | %      | Sitze  | Sitze Gesamt |
| ---------------------------------------- | ---------- | ------- | ------ | ------ | ------------ |
| Liberale Partei Andorras (PLA)           | 4          | 3.543   | 40,5   | 6      | 10           |
| Nationaldemokratische Gruppe (AND)       | 2          | 2.347   | 27,1   | 4      | 6            |
| Neue Demokratie (ND)                     | 0          | 1.471   | 19,1   | 2      | 2            |
| Demokratische Nationale Initiative (IDN) | 0          | 993     | 17,2   | 2      | 2            |
| Sonstige/Unabhängige Kandidaten          | 8          |         | –      | 0      | 8            |
| Gesamt                                   | 14         | 8.840   | 100    | 14     | 28           |
| Quelle: Nohlen & Stöver, La Vanguardia   |            |         |        |        |              |